# イッフ州
イッフ州(フランス語：Région de l'Iffou)はコートジボワール南東部のラック地方北東部の州。
州都はダオクロ。
2014年の人口は約31.2万人。

## 地理
- 北：ハンボル州
- 北東：ゴントゴ州
- 南東：インデニエ＝ジブアリン州
- 南：モロヌ州
- 南西：ンジ州
- 西：ベーリン州
- 北西：グベケ州

## 行政区画
- Daoukro
- M'Bahiakro
- Ouellé
- Prikro